# Municipio de Valley (condado de Hodgeman)
El municipio de Valley (en inglés: Valley Township) es un municipio ubicado en el condado de Hodgeman en el estado estadounidense de Kansas. En el año 2010 tenía una población de 46 habitantes y una densidad poblacional de 0,25 personas por km².

## Geografía
El municipio de Valley se encuentra ubicado en las coordenadas 38°12′16″N 99°54′9″O / 38.20444, -99.90250. Según la Oficina del Censo de los Estados Unidos, el municipio tiene una superficie total de 184.93 km², de la cual 184,92 km² corresponden a tierra firme y (0 %) 0.01 km² es agua.

## Demografía
Según el censo de 2010, había 46 personas residiendo en el municipio de Valley. La densidad de población era de 0,25 hab./km². De los 46 habitantes, el municipio de Valley estaba compuesto por el 86,96 % blancos, el 6,52 % eran afroamericanos, el 6,52 % eran de otras razas. Del total de la población el 6,52 % eran hispanos o latinos de cualquier raza.